# زبان سبوانو

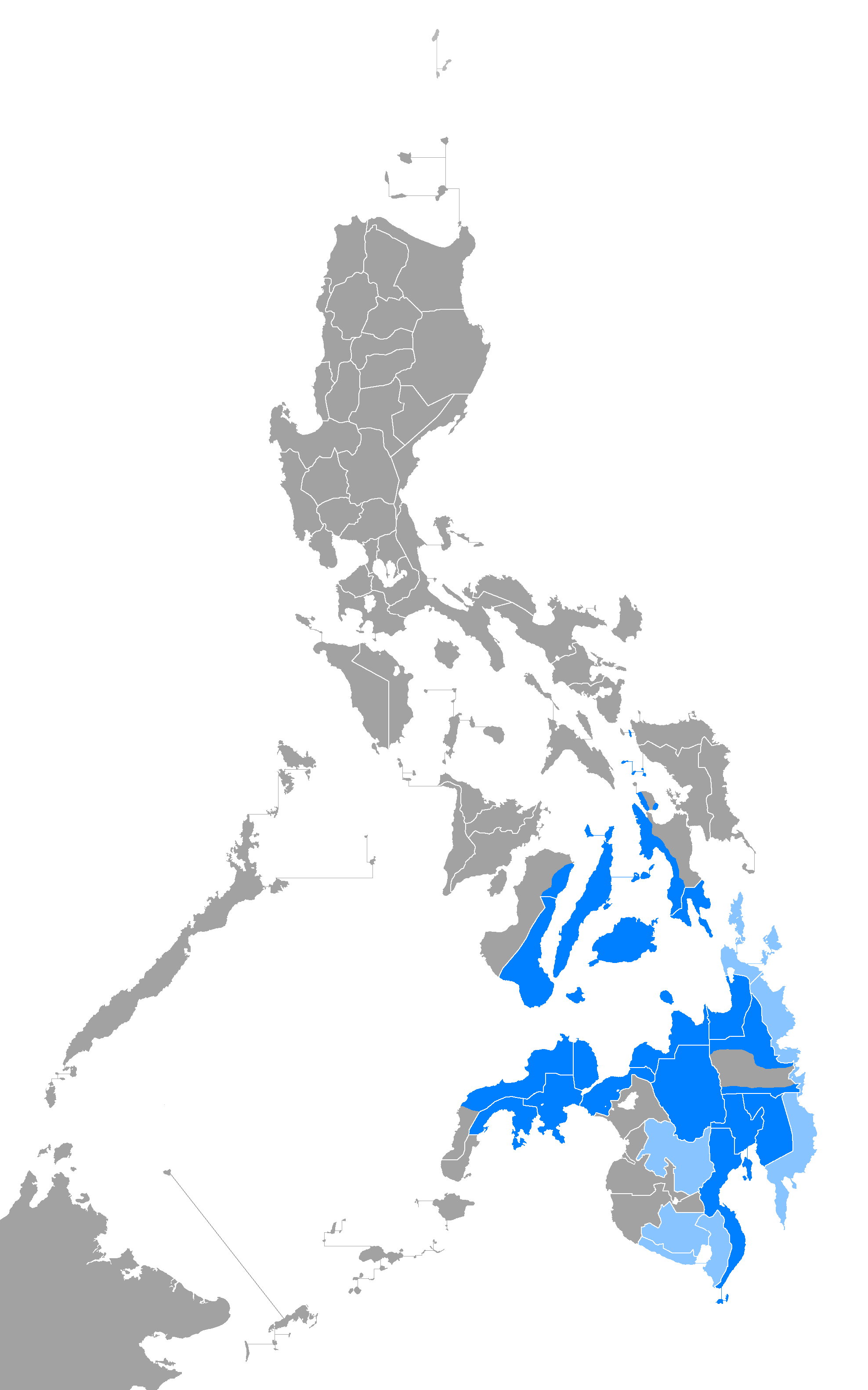
گستره زبان سینوگبانونی

زبان سِبوانو (به انگلیسی: Cebuano) از زبان‌های بومی فیلیپین و دارای حدود ۲۰ میلیون گویشور است. این زبان از خانواده زبان‌های آسترونزیایی است.
سبوانو از شاخهٔ خانوادهٔ زبان‌های رایج در فیلیپین مرکزی به نام زبانهای ویسایائی است و بیشترین گویشوران را در بین از خانواده زبانی دارد. نام این زبان از سبوانو به معنای مردم یا زبان ساکنان جزیره سبو در مرکز فیلیپین گرفته شده‌است.